# كأس الاتحاد الإنجليزي 1995–96
كأس الاتحاد الإنجليزي 1995–96 (بالإنجليزية: 1995–96 FA Cup)‏ هو الموسم 115 من  كأس الاتحاد الإنجليزي. أقيم خلال الفترة 26 أغسطس 1995 وحتى 11 مايو 1996، والذي يشرف على تنظيمه الاتحاد الإنجليزي لكرة القدم، وكان عدد الأندية المشاركة فيه  763، وفاز فيه مانشستر يونايتد.